# Alexis Denisof
Alexis Denisof, född 25 februari 1966 i Salisbury, Maryland, är en amerikansk skådespelare. Han är mest känd för sin roll i Buffy och vampyrerna och Angel där han spelar Wesley Wyndam-Price.